# Maria José Marques da Silva

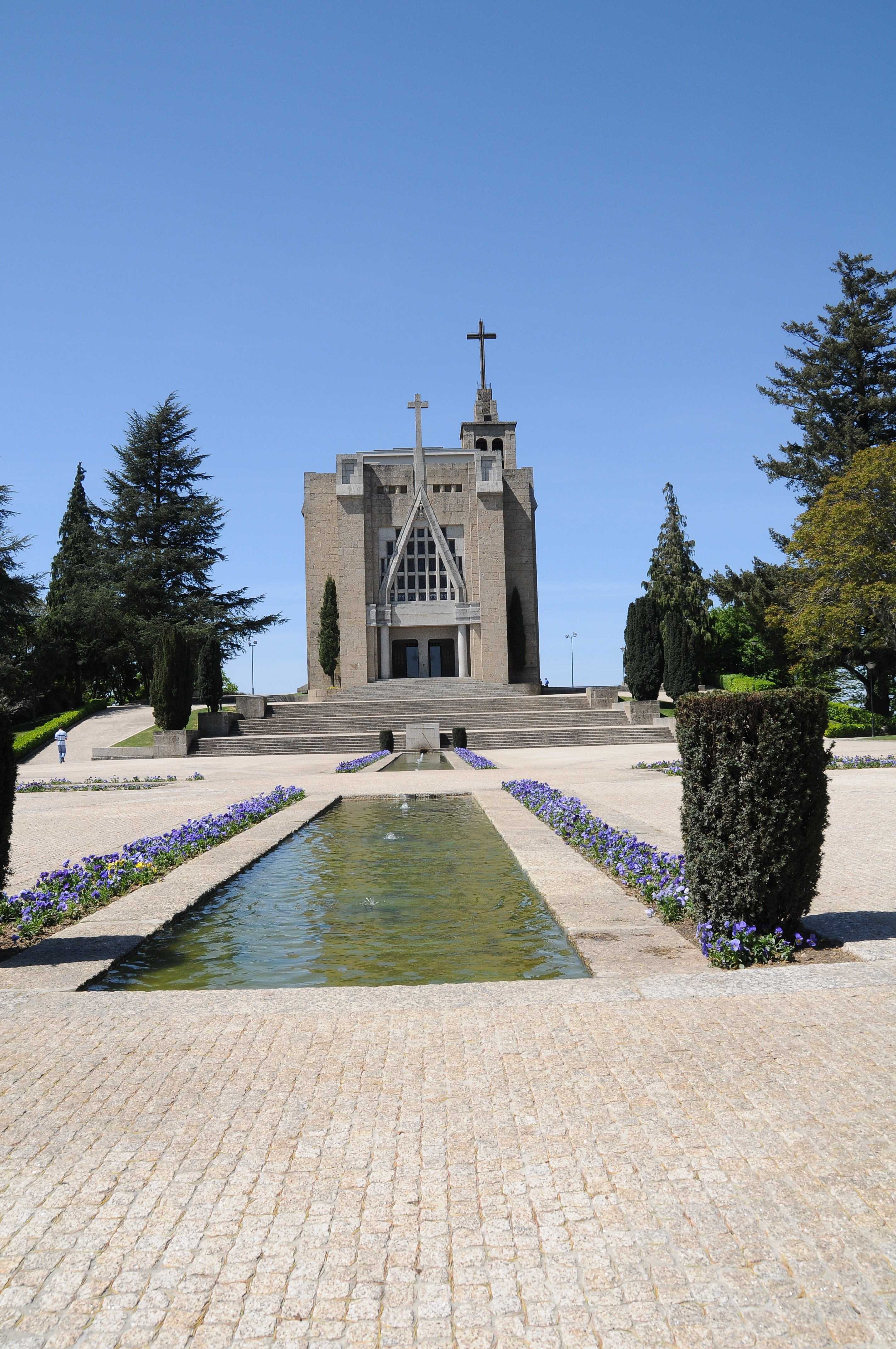
Santuário da Penha em Guimarães, Portugal

Maria José Marques da Silva (Porto, 1914–1996), foi uma arquiteta portuguesa, a primeira a obter o diploma de Arquitetura na Escola de Belas-Artes do Porto.  

## Biografia
Maria José Marques da Silva nasceu no Porto, em 1914.
Concluiu o Curso de Arquitectura na Escola de Belas Artes do Porto e em 1943 defendeu o seu Concurso para Obtenção do Diploma de Arquitecto (CODA), tendo sido a primeira arquitecta a diplomar-se na Escola portuense.
Iniciou a actividade profissional no ateliê de seu pai, o arquitecto José Marques da Silva, e, depois da sua morte, sucedeu-lhe na direcção de algumas obras (como, por exemplo, a Igreja de S. Torcato, junto a Guimarães). Desenvolveu actividade intimamente associada a seu marido, o arquitecto David Moreira da Silva.
Foi Presidente da Secção Regional do Norte da Associação dos Arquitectos, tendo preparado o seu 40 Congresso que decorreu no Palácio da Bolsa, no Porto, em 1986. 
Empenhada na dignificação do nome e da obra de seu pai, instituiu legado testamentário para a Universidade do Porto destinado à criação do Instituto Arquitecto José Marques da Silva.

## Obras
Edifício Palácio do Comércio (1954) - Em conjunto com o marido David Moreira da Silva
Edifício Miradouro (1969) - Em conjunto com o marido David Moreira da Silva